# Мраморная шахта Карибиба
Мраморная шахта Карибиба — шахта для добывания мрамора, расположенная в небольшом городе Карибиб в центральной Намибии. Шахта была как «Немецко-Африканское Сообщество Марморных Работ» (нем. Deutsch Afrikanische Marmorgesellschaft), и с 1982 года является частной собственностью семьи Виттрейхов. Шахта является главным производителем «Карибибского Мрамора». Шахта выпускает примерно 30 тонн мрамора в год.
Мрамор, добытый на Мраморной шахте Карибиба. Использовался в Германии, Италии, Китае, Аргентине и Испании.
На основе добытого на шахте были построены следующие архитектурные сооружения:
- Геройский акр, Виндхук, Намибия
- Главный вокзал, Бремен, Германия
- Административные сооружения в Будапеште, Венгрия